# Jorge H. Acevedo
Jorge H. Acevedo (El Cocuy, Boyacá, siglo XX - ¿?) fue un abogado y político colombiano, que se desempeñó como Gobernador del departamento de Meta entre 1965 y 1966.

## Biografía
Nació en El Cocuy, Boyacá. Estudió en la Universidad Católica de Colombia, especializándose en Derecho civil y penal en la misma institución. Durante estos años se caracterizó por ser un líder estudiantil de ideas liberales.
Se radicó en Villavicencio en 1957, ejerciendo su profesión en la ciudad. Cuando se creó el Departamento de Meta en 1960, era Secretario General de la Asamblea Departamental de Meta, corporación en la que ocupó un escaño en múltiples ocasiones.
Fue designado Gobernador de Meta por el presidente Guillermo León Valencia en agosto de 1965. Siendo Gobernador fue creado el municipio de Puerto Lleras.
Tras dejar la Gobernación fue Representante a la Cámara y Presidente del Directorio Liberal de Meta.